# Anomomorpha aggregans
Anomomorpha aggregans är en lavart som först beskrevs av William Nylander och som fick sitt nu gällande namn av Bettina Staiger. 
Anomomorpha aggregans ingår i släktet Anomomorpha och familjen Graphidaceae. Inga underarter finns listade i Catalogue of Life.